# Río Jubuco
Río Jubuco är ett vattendrag i Guatemala, på gränsen till Honduras. Det ligger i den östra delen av landet, 170 km öster om huvudstaden Guatemala City.